# Социал-демократы России
Социа́л-демокра́ты Росси́и — действующая незарегистрированная партия, учредительная инициатива по созданию социал-демократической партии в России. 
Инициативный комитет для регистрации был создан 13 октября 2021 года экс-руководителем Санкт-Петербургского РО фракции социал-демократов РОДП «Яблоко» Юрием Йоффе и, позже, бывшим заместителем министра труда и занятости населения Павлом Кудюкиным при поддержке ЛевСД и Николая Кавказского. 
Структуру партии представляют исключительно региональные отделения. Номинально, СДР имеет региональные отделения в 28 субъектах РФ. 

## История
После нескольких провалов при попытке создать социал-демократическую партию в конце XX-го и начале XXI века, социал-демократия в России переживала упадок, и данную нишу попыталась занять партия «Яблоко» с социал-демократической фракцией, Справедливая Россия, декларировавшая социал-демократические ценности и обладавшая членством в социнтерне, но активно критикуемая её членами за отход от социал-демократии, а также различные партии-спойлеры, такие, как РПСС. По итогу, фактически, социал-демократия оставалась не представленной отдельной и независимой политической силой, несмотря на сильную популярность социал-демократических идей среди населения. Фактически, все предыдущие попытки создать социал-демократическую партию закончились неудачей из-за неорганизованности, энтризма и противодействия властей.
По итогу, к концу 2021 года и началу 2022, сформировалась небольшая группа социал-демократических политиков, в первую очередь, из членов бывшего СДПР, во главе с Юрием Йоффе, которые начали организацию инициативной группы для создания социал-демократической партии в России.
Уже в начале 2023 года, Российский социал-демократический союз молодёжи заключил соглашение о сотрудничестве с СДР, и фактически стал молодёжной организацией при учредительной инициативе. Тогда же, СДР сначала получила поддержку и начала сотрудничать с ЛевСД при посредничестве Николая Кавказского, а также вошла в коалицию левых несистемных сил: Союз демократических социалистов.
Осенью того же года, СДР дебютировала на выборах: член партии Евгений Иванов был выдвинут от партии «Яблоко», и занял 4-е место на выборах в ЕГД 2023 года по одномандатному округу №1.
Участвовала в президентской кампании Бориса Надеждина и последующем экзит-полле, а также возглавляла избирательный штаб в Башкортостане.
В 2024 году участвовала в выборы в Московскую городскую думу, но кандидат не был допущен до выборов.
Организовывала гуманитарную помощь жителям Курской области.
В начале 2025 года была соорганизатором акций гуманитарной помощи и создании шлетеров для беженцев в Воронеже. Также, была одним из организаторов кампании «Где Седа?» в рамках общественного контроля по делу опохищении Седы Сулеймановой.
Начала ежемесячную организацию и помощь в организации вечеров писем. Во время одного из таких мероприятий, были арестованы члены Яблока и СДР, а также Председатели РО данных партий.
Участвует в Воронежскую городскую думу и городской совет Липецка.

## Идеология
Программа СДР базируется на социал-демократических идеях и третьего пути. Так, СДР декларирует следующие цели партии:
Политическое устройство
- Созыв Учредительного собрания для переучреждения государства;
- Переход к парламентской двухпалатной системе: нижней, избираемой по партийным спискам, и верхней, избираемой по субъектам РФ;
- Ограничение полномочий Президента, введение контрсигнатуры и снижение срока полномочий Президента и Парламента до 4 лет;
- Федерализация и децентрализация;
- Демократизация партийной системы и реорганизация ЦИК, снижение избирательного порога до 3%;
- Люстрация.

Экономика
- Введение прогрессивного налогообложения;
- Снижение страховых взносов и дерегуляция малого и среднего бизнеса;
- Увеличение расходов на науку, здравоохранение и образование до 3% ВВП;
- Передача полномочий и налоговых отчислений в субъекты РФ;
- Цифровизация экономики;
- Налоговый мораторий в первые годы деятельности стартапов;
- Полная газификация всех субъектов РФ.

Иное
- Выборность судей и децентрализация судебной системы;
- Расширение института присяжных;
- Реорганизация ФСБ и её разделение на разные федеральные ведомства;
- Декриминализация лёгких наркотиков;
- Ратификация Конвенции ООН против коррупции;
- Запрет на государственное снабжение чиновников;
- Отмена пенсионной реформы;
- Замена пособий по безработице на страхование;
- Введение безусловного базового дохода;
- Отмена нормирования времени приём пациента;
- Расширение программы социального жилья;
- Бесплатное предоставление рецептурных лекарств;
- Повышение зарплат медработникам;
- Переход на экологические стандарты ЕВРО;
- Борьба с глобальным потеплением;
- Выборность руководителей образовательных учреждений;
- Пересмотр структуры базового и среднего образования;
- Создание общественных СМИ;
- Демократизация России;
- Развитие профсоюзов;
- Увеличение МРОТ.